# Hermann III. zu Castell

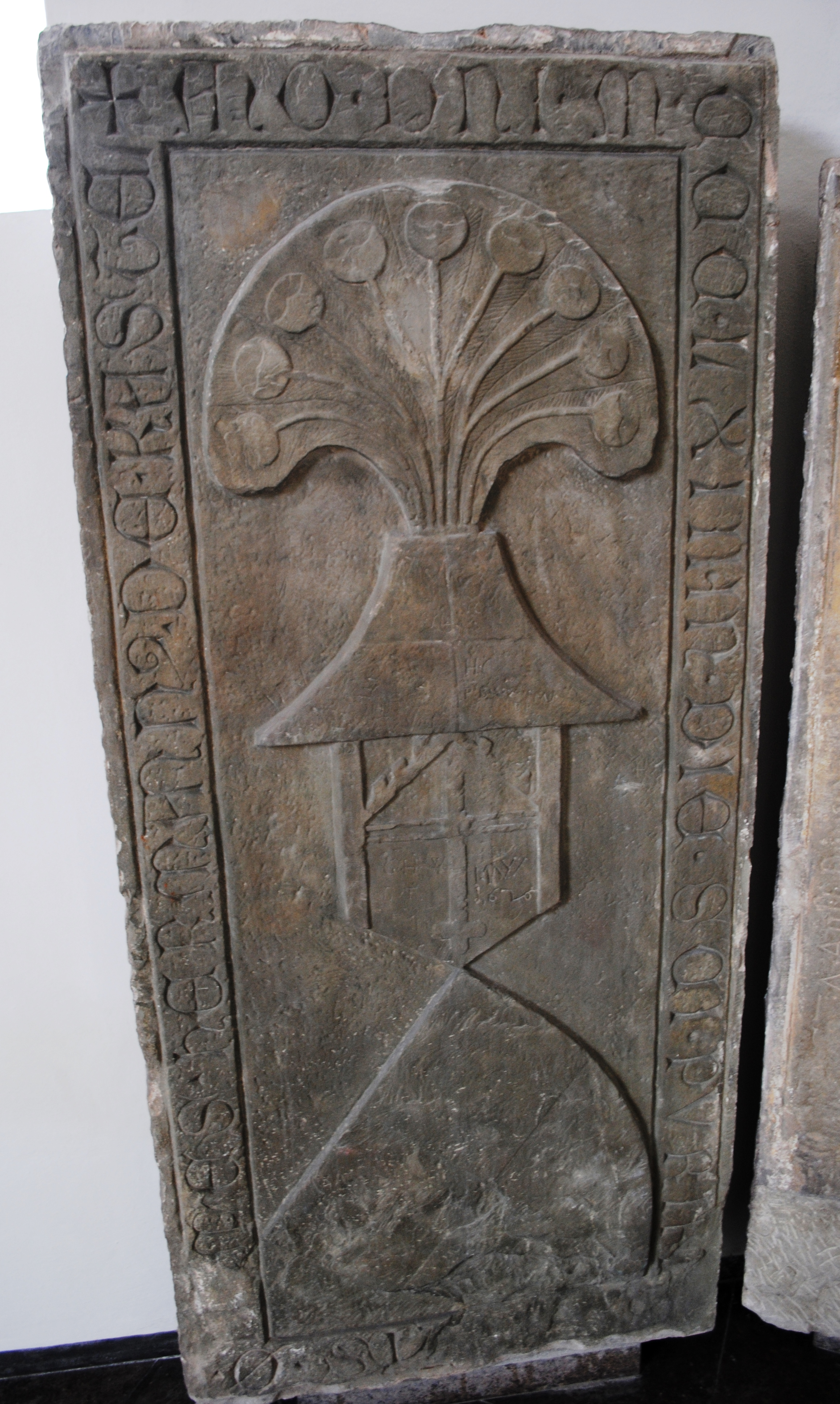
Das Epitaph des Hermann III. zu Castell in der Peter und Paulskirche in Rüdenhausen

Hermann III. Graf und Herr zu Castell (* um 1311; † um 1365) war von 1349 bis zu seinem Tod Herrscher der Grafschaft Castell. Er teilte sich die Herrschaft mit seinem Halbbruder Friedrich.

## Die Grafschaft vor Hermann III.
Das einschneidende Ereignis des 13. Jahrhunderts in der Grafschaft Castell war die Linienspaltung der Jahre 1265/1267. Vorausgegangen war ein Streit zwischen den Brüdern Heinrich II. und Hermann I. zu Castell. Während Heinrich mit den Henneberger Grafen paktierte, die die größten Gegenspieler der Würzburger Bischöfe waren, stand Hermann auf der Seite der Bischöfe selbst. Nach dem Zwist entstanden die Linien vom Unteren Schloss, der Heinrich vorstand, sowie die Linie vom Oberen Schloss mit dem Vorsteher Hermann.
Nach dem Tod der beiden Linienbegründer kamen die Söhne Friedrich, vom Oberschloss, sowie Hermann II., der letzte der Linie Unterschloss, an die Regierung. Friedrich II. erweiterte die Lehen, die vom Würzburger Hochstift an die Grafschaft vergeben wurden. Daneben erhielt er das Geleitrecht für den Bischof zwischen Würzburg und Bamberg, außerdem trat er dem fränkischen Landfriedensbund bei.

## Leben
Hermann III. wurde um das Jahr 1311 als Sohn des Friedrich II. und dessen erster Frau geboren. Der Name der Frau und ihre Herkunft wird in den Quellen nicht erwähnt. Auch über die Geschwister des Grafen schweigen die Quellen. Lediglich der Halbbruder Friedrich III. wurde genannt. Erstmals erwähnt wurde der junge Graf im Jahr 1311. Im Jahr 1349 übernahm er die Regierung über die Grafschaft von seinem Vater.
Überliefert ist auch, dass Graf Hermann ein Amt als Landrichter in der Freien Reichsstadt Nürnberg bekleidete. Hier war er von 1333 bis zu seinem Tod überliefert. Letztmals als Graf ist Hermann III. im Jahr 1363 bezeugt. Er starb wohl um das Jahr 1365.

## Ehe und Nachkommen
Die Ehe des Grafen Hermann findet in den Quellen keine Erwähnung, lediglich der Vorname der Ehefrau, Luckard, wird genannt. Auch die meisten Kinder des Hermann werden nicht genannt. Lediglich der Nachfolger Wilhelm I. und Johann sind überliefert.
- Wilhelm († um 1399)
- Johann († 24. Mai 1384 in Volkach)